# Asphodelus tenuifolius
Asphodelus tenuifolius är en grästrädsväxtart som beskrevs av Antonio José Cavanilles. Asphodelus tenuifolius ingår i släktet afodiller, och familjen grästrädsväxter. Inga underarter finns listade i Catalogue of Life.

## Bildgalleri

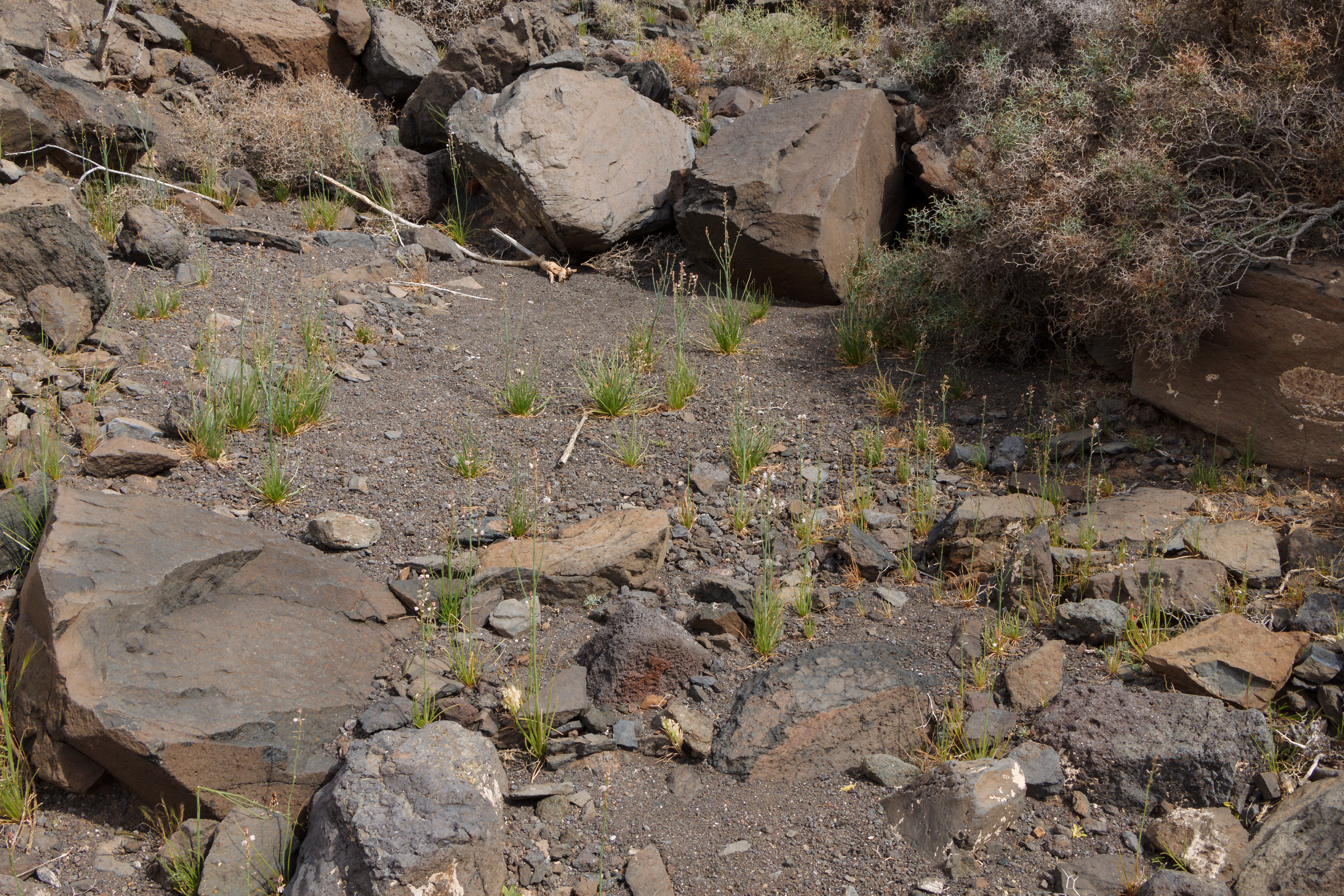
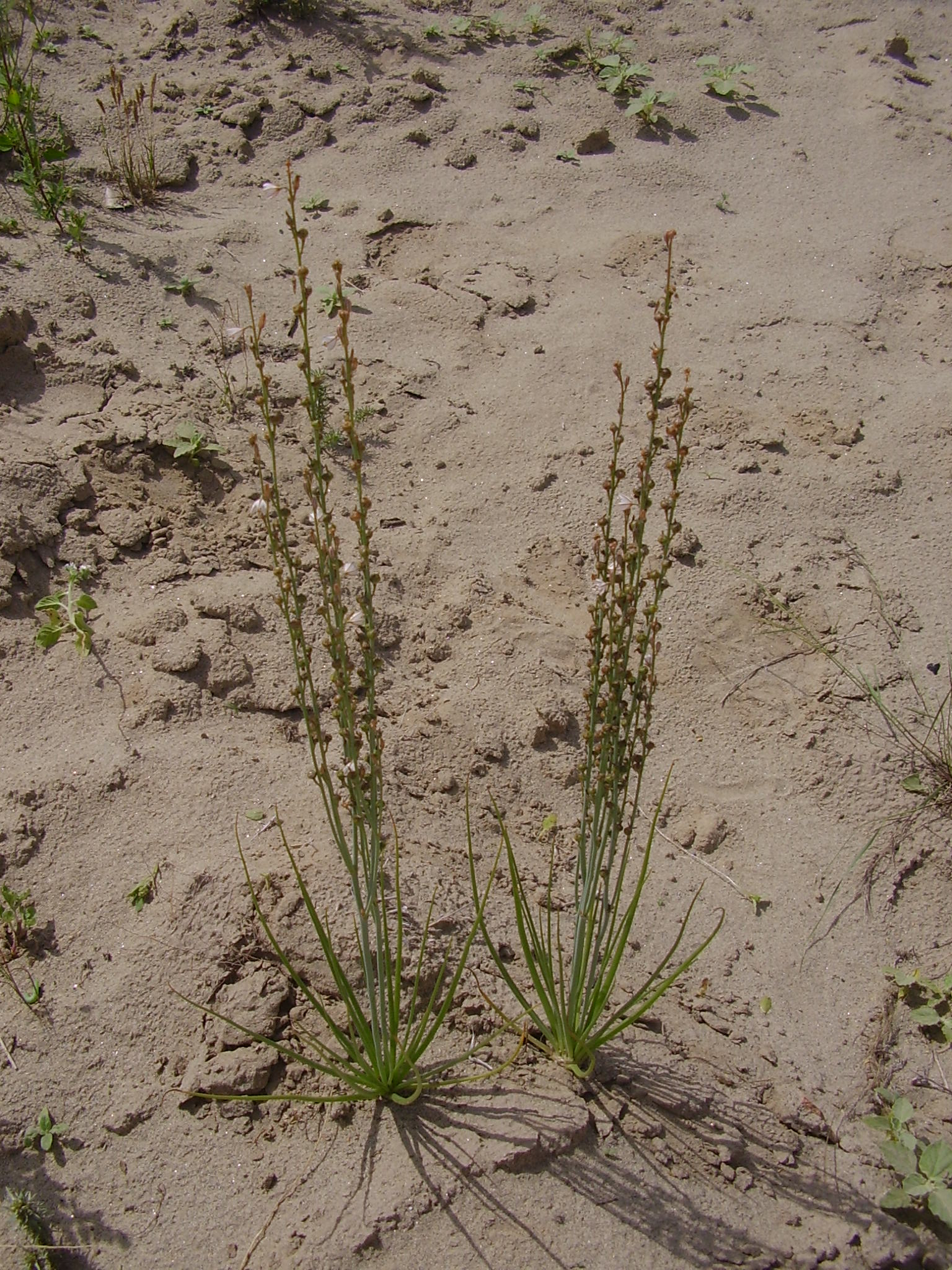
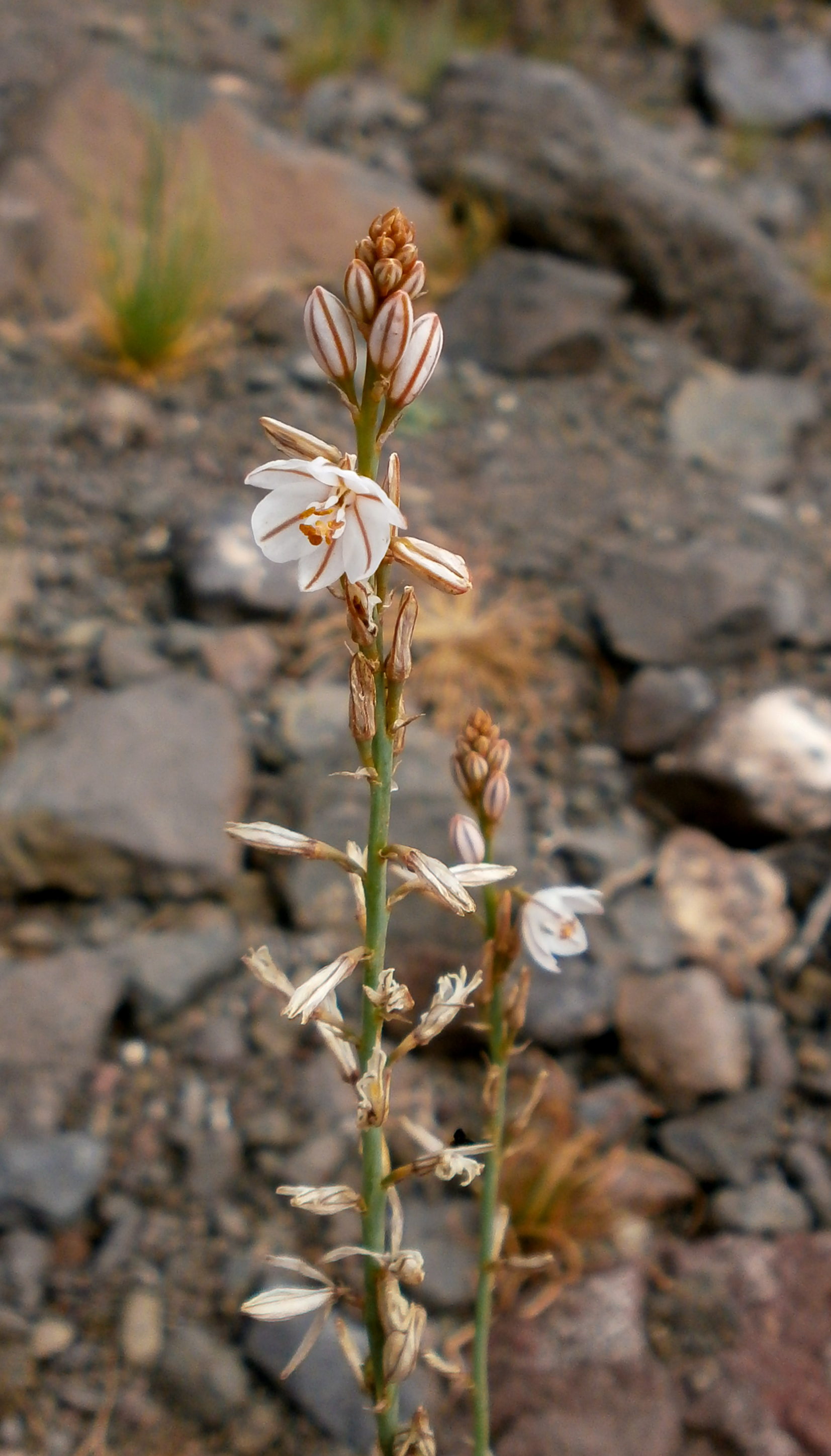